# Alexandra Fuller
Alexandra Fuller(Glossop, 1969) es una escritora británica que ha pasado gran parte de su vida en Rhodesia y desde 1994 vive en Wyoming, Estados Unidos.

## Biografía
En su primera novela de 2003, “Piel Blanca - una infancia en África”, narra parte de su biografía, cuando de niña se fue a vivir con su familia a una granja en Rodesia, actual Zimbabue y vivieron su guerra civil teniendo que trasladarse luego en Malawi y Zambia.
Estudió en la Universidad de Acadia, Nueva Escocia.

## Obra
- Don't Let's Go to the Dogs Tonight: An African Childhood, 2003
- Scribbling the Cat: Travels with an African Soldier, 2005
- The Legend of Colton H Bryant,  2008
- Cocktail Hour Under the Tree of Forgetfulness, 2011
- Leaving Before the Rains Come, 2015
- Quient Until the Thaw, 2017
- Travel Light Move Fast, 2020